# Holy Moses
Gli Holy Moses sono una band thrash metal tedesca, nata nel 1979 ad Aquisgrana.

## Formazione

### Formazione attuale
- Sabina Classen - voce (ex-Temple of the Absurd, X-Mas Project)
- Michael Hankel - chitarra (ex-Erosion)
- Oliver Jaath - chitarra (Reckless Tide)
- Guido "Atomic Steif" Richter - batteria (Stahlträger, ex-Assassin, ex-Sodom, ex-Living Death, Sacred Chao, Violent Force) (1990 - 1992, 2007- )
- Thomas Neitsch - basso

### Ex componenti

#### Cantanti
- Jochen Fünders (1980 - 1981)
- Iggy (1981)
- Tom Hirtz (1984)
- Andy Classen (1994)

#### Chitarristi
- Jochen Fünders (1980 - 1981)
- Jean-Claude (1981)
- Andy Classen (1981 - 1984)
- Georgie Symbos (1987) (Sacred Chao)

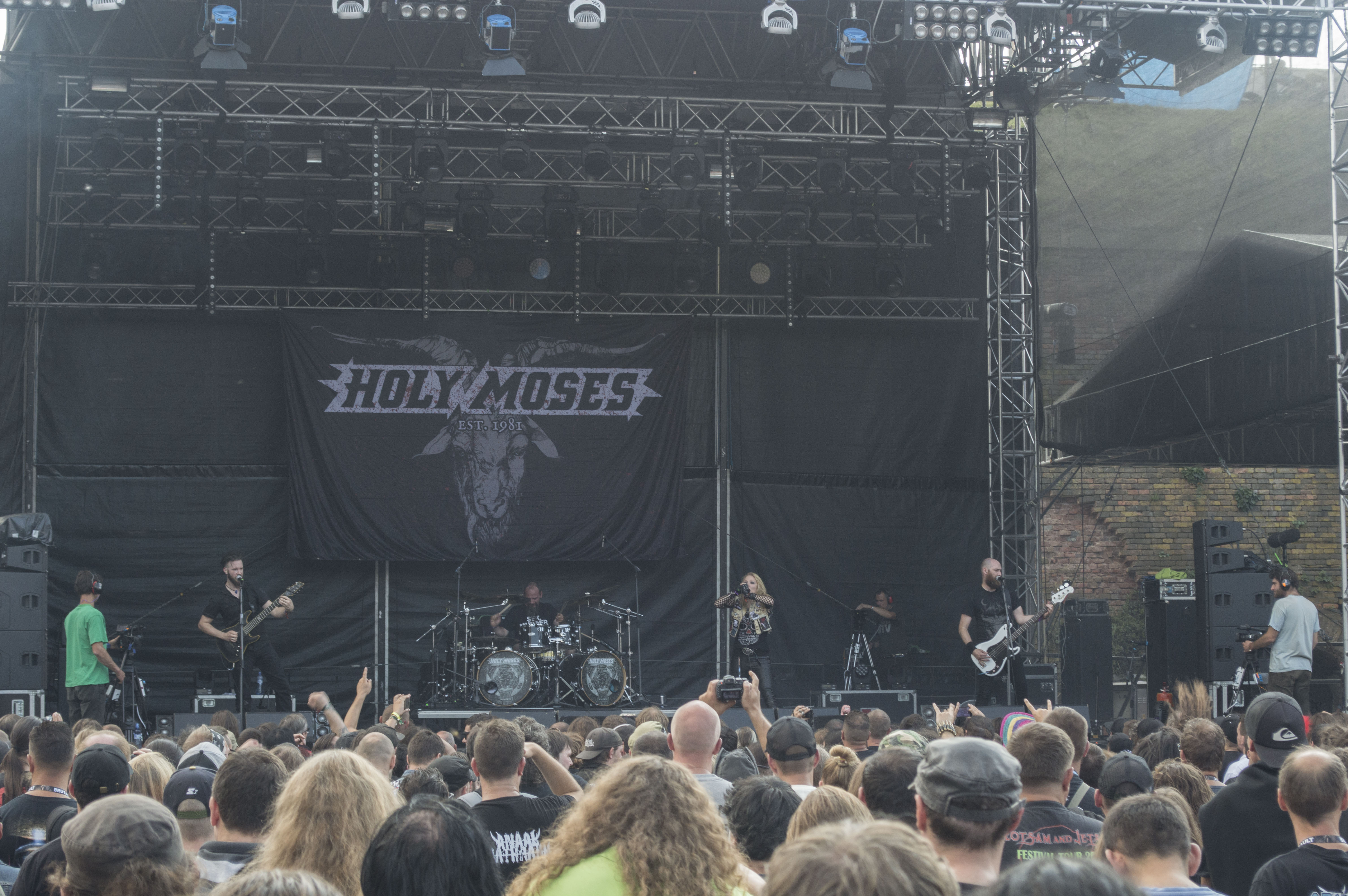
Gli Holy Moses al Brutal Assault 2016

- Thilo Hermann (1988)
- Rainer Laws (1988 - 1990)
- Jörn Schubert (2000 - 2002)
- Franky Brotz (2000 - 2005)

#### Bassisti
- Ramon Brüssler (1980 - 1986)
- Andre Chapelier) (1986 - 1987)
- Johan Susant (1987)
- Thomas Becker (1988 - 1990)
- Benny Schnell (1990 - 1992)
- Dan Lilker (Nuclear Assault, Brutal Truth, ex-Stormtroopers of Death, ex-Anthrax) (1993-1994)
- Jochen Fünders (2000 - 2001) + voce (1980-1981) (Darxon)
- Andreas Libera (2001 - 2003)
- Alex De Blanco (2003 - 2005)
- Robert "Ozzy" Frese (2005 - 2006)

#### Batteristi
- Peter Vonderstein (1980-1981)
- Paul Linzenich (1981-1984)
- Joerg "Snake" Heins (1984-1985)
- Herbert Dreger (1985-1986)
- Uli Kusch (ex-Masterplan, ex-Helloween, ex-Gamma Ray, Mekong Delta, Ride the Sky) (1986-1990)
- Sven "Meff" Herwig (1992-1994)
- Julien Schmidt (2000-2005)
- "Asgard Niels" Holub (2005-2006)

## Discografia
Album in studio
- 1986 - Queen of Siam
- 1987 - Finished With the Dogs
- 1989 - The New Machine of Liechtenstein
- 1990 - World Chaos
- 1992 - Terminal Terror
- 1992 - Reborn Dogs
- 1994 - No Matter What's the Cause
- 2002 - Disorder of the Order
- 2005 - Strength Power Will Passion
- 2008 - Agony of Death
- 2014 - Redefined Mayhem

Demo
- 1980 - Black Metal Masters
- 1981 - Holy Moses
- 1982 - Satan's Angel
- 1983 - Call of the Demon
- 1983 - Heavy Metal
- 1984 - Death Bells
- 1985 - Walpurgisnight
- 1986 - The Bitch

EP
- 2001 - Master of Disaster

Raccolte
- 1993 - Too Drunk to Fuck
- 2012 - 30th Anniversary-in the Power of Now

Singoli
- 1987 - Roadcrew
- 1991 - Too Drunk to Fuck